# Julian Washburn
Julian S. Williams Washburn (ur. 18 grudnia 1991 w Houston) – amerykański koszykarz, występujący na pozycji niskiego skrzydłowego.
Jest synem byłego koszykarza NBA – Chrisa Washburna.
7 lipca 2019 trafił w wyniku wymiany do Golden State Warriors. 17 lipca został zwolniony.

## Osiągnięcia
Stan na 7 sierpnia 2019, na podstawie, o ile nie zaznaczono inaczej.
NCAA
- Uczestnik turnieju Portsmouth Invitational (2015)
- Obrońca roku konferencji USA (2015)
- Zaliczony do:
  - I składu:
    - najlepszych pierwszorocznych zawodników C-USA (2012)
    - defensywnego C-USA (2013–2015)

  - II składu C-USA (2014)
  - III składu C-USA (2013)

D-League
- Mistrz G-League (2018)

Reprezentacja
- Uczestnik amerykańskich kwalifikacji do mistrzostw świata (2017)